# Barsendréd
Barsendréd (szlovákul: Ondrejovce) község  Szlovákiában, a Nyitrai kerület Lévai járásában.
Dereszlény, Kisendréd és Nagyendréd 1893-as egyesítésével jött létre.

## Fekvése
Lévától 16 km-re délnyugatra, a Garammenti-hátság keleti lábánál, a Garam folyó völgyében fekszik.

## Története

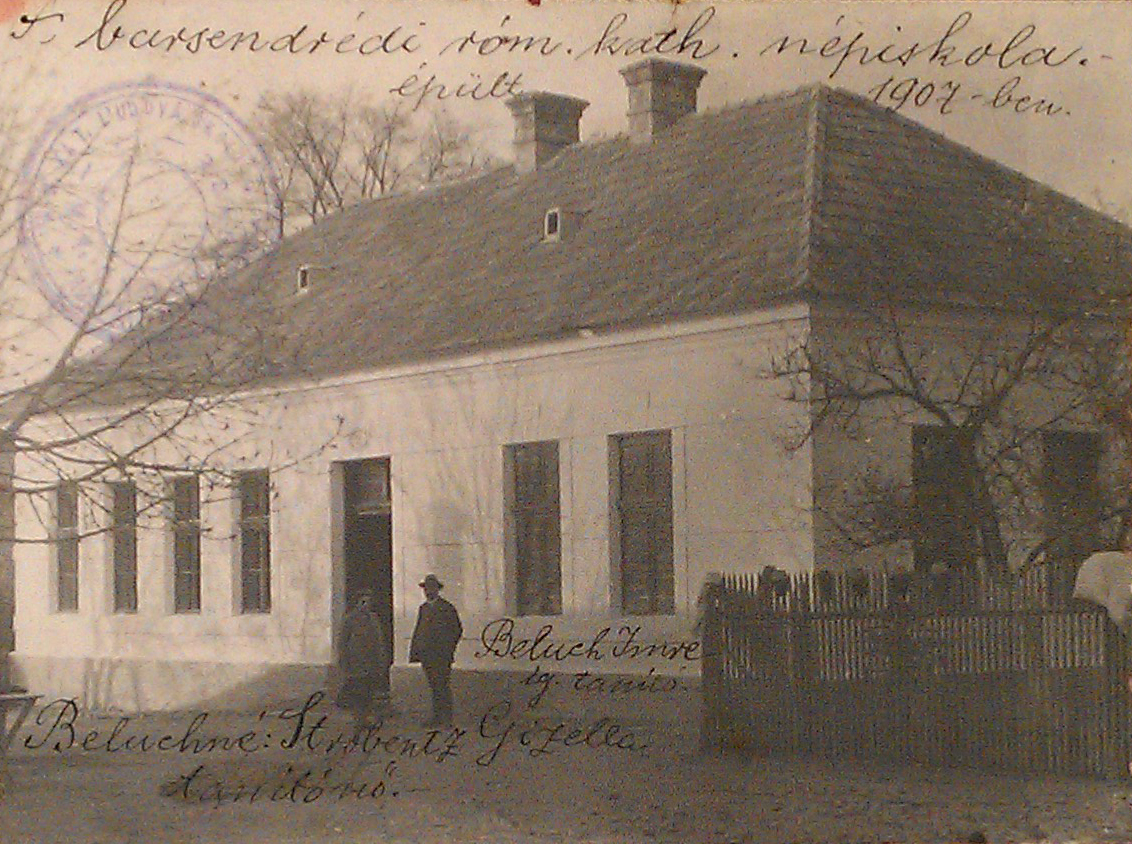
Az iskola épülete 1907-ben épült

1260-ban említik először. Szent András templomát 1332-ben említik. 1427-ben a Födémesi családbeliek fizették ki özv. Checheni Katalin itteni hitbérét. 1717-ben Nagysalló fíliájából alapították újra.
Vályi András szerint "Kis Endréd, Male Ondrejovtze. Elegyes magyar falu Bars Vármegyében, birtokosai külömbféle Urak, lakosai katolikusok, fekszik Lévátol két, és 1/4. mértföldnyire, földgye, réttye jó, fája könnyű moddal szerezhető, legelője marháinak elegendő, gyümöltsös kertyei termők, keresetre elég módgya a’ szomszéd szőlö hegyekben, és Báton piatzozó helyén, ’s Léván is, Esztergom, és Duna vize sints tőle meszsze, második Osztálybéli."
"Nagy Endréd. Velke Ondrejovtze. Elegyes falu Bars Vármegyében, birtokosai külömbféle Urak, lakosai katolikusok, fekszik az előbbitől nem meszsze, fája tűzre, és épűletre határjában az Uraságnak engedelméből, földgye termékeny, legelője elegendő, gyümöltsös kertyei jók, földgye és réttye is van a’ községnek, a’ szomszédságokban Esztergomban, és a’ Dunán jó módgyok a’ keresetre, szőlei közel vagynak, második Osztálybéli."
"DERESZLÉNY. Elegyes falu Bars Vármegyében, birtokosai külömbféle Urak, lakosai katolikusok, fekszik Lévától két mértföldnyire, az Esztergomi Érseki Megyében, határbéli földgye meglehetős termékenységű, de egyéb más java nintsen, sem fája, sem szőleje, ’s legelője is igen szoross, mellyek miatt negyedik Osztálybéli."
Fényes Elek szerint "Endréd (Kis), magyar-tót falu, Bars m. N. Sallóhoz 1 mfd. 200 kath., 56 ref., 15 evang. lak."
"Endréd (Nagy), Bars vm. magyar-tót falu, az elébbeni helység mellett: 389 kath., 3 ref., 11 evang. Kat. paroch. templom. Határja mind a két helységnek részint dombos, részint lapály és jó gabonát terem. Rétjei kétszer kaszálhatók; erdővel s gyümölcsös kertekkel bir. F. u. számos nemesek. Ut. p. Zeliz."
"Dereszlény, Bars m. tót-magyar falu, 208 kath., 9 evang., 18 ref. lak. F. u. többen."
A trianoni békeszerződésig Bars vármegye Lévai járásához tartozott. Az 1930-as években a kommunista pártnak nagy támogatottsága volt a községben. A két világháború között a magyar tanulók száma fokozatosan csökkent. 1938. szeptember 24-én mozgosították a falubelieket a csehszlovák hadseregbe, Zsolnára. Az első bécsi döntést követően, 1938. november 9-én Virág őrnagy vezetésével vonult be a magyar hadsereg a faluba. A háború végéig Magyarországhoz tartozott. A második világháború után a faluba szlovák családokat telepítettek. 1945 őszén a faluból is vittek magyarokat kényszermunkára Morvaországba.

## Népessége
| Év:            | 1994. | 2004.   | 2014.   | 2024.   |
| -------------- | ----- | ------- | ------- | ------- |
| Emberek száma: | 457   | 465     | 467     | 425     |
| Eltérés:       |       | +1,75 % | +0,43 % | -8,99 % |

| Év:            | 2023. | 2024.   |
| -------------- | ----- | ------- |
| Emberek száma: | 445   | 425     |
| Eltérés:       |       | -4,49 % |

1840-ben 389 lakosa volt.
1880-ban Dereszlény 146 lakosából 120 magyar, 17 szlovák anyanyelvű és 9 csecsemő. Kisendréd 213 lakosából 169 magyar, 29 szlovák, 1 német anyanyelvű és 14 csecsemő. Nagyendréd 309 lakosából 265 magyar, 19 szlovák, 13 német anyanyelvű, 1 idegen és 11 csecsemő. Dereszlényen 111 római katolikus, 28 református és 7 zsidó; Kisendréden 189 római katolikus, 10 református, 9 zsidó és 5 evangélikus; Nagyendréden 235 római katolikus, 52 református, 19 zsidó, 2 evangélikus és 1 más felekezetű élt.
1890-ben Dereszlény 164 lakosából 159 magyar, 4 szlovák és 1 német anyanyelvű; ebből 111 római katolikus, 44 református, 5 evangélikus és 4 zsidó vallású. Kisendréd 273 lakosából 259 magyar és 14 szlovák anyanyelvű; ebből 212 római katolikus, 45 református, 14 zsidó és 2 evangélikus vallású. Nagyendréd 262 lakosából 244 magyar, 12 szlovák és 6 német anyanyelvű; ebből 219 római katolikus, 29 református, 7-7 evangélikus és zsidó vallású.
1900-ban 695 lakosából 600 magyar, 79 szlovák és 16 német anyanyelvű; ebből 579 római katolikus, 87 református, 18 zsidó és 11 evangélikus vallású.
1910-ben 669 lakosából 568 magyar, 98 szlovák és 3 német anyanyelvű volt.
1919-ben 744 lakosából 617 magyar, 114 csehszlovák, 9 német és 4 más nemzetiségű; ebből 601 római katolikus, 96 református, 37 zsidó és 10 evangélikus vallású.
1921-ben 794 lakosából 708 (89,2%) magyar, 82 (10,3%) csehszlovák, 2 német, 1 egyéb nemzetiségű és 1 állampolgárság nélküli volt. Ebből 657 római katolikus, 105 református, 26 izraelita és 6 evangélikus vallású volt.
1930-ban 770 lakosából 510 magyar, 255 csehszlovák, 2 német, 1 zsidó és 2 állampolgárság nélküli volt. Ebből 663 római katolikus, 88 református, 15 izraelita és 4 evangélikus vallású volt.
1941-ben 782 lakosából 729 magyar és 52 szlovák volt.
1970-ben 640 lakosából 240 (37,7%) magyar és 398 szlovák volt.
1980-ban 621 lakosából 217 magyar és 390 szlovák volt.
1991-ben 460 lakosából 154 (33,48%) magyar és 293 szlovák volt.
2001-ben 459 lakosából 164 magyar és 281 szlovák volt.
2011-ben 470 lakosából 126 magyar, 294 szlovák, 5 cigány és 45 ismeretlen nemzetiségű volt.
2021-ben 440 lakosából 66 (+10) magyar, 351 szlovák, 1 cigány, 4 egyéb és 18 ismeretlen nemzetiségű volt.

## Neves személyek
- Nagyendréden született 1796. február 22-én Balogh János politikus, honvéd alezredes, országgyűlési képviselő, a reformellenzék tagja, Bars vármegye alispánja.
- Kisendréden született 1802. július 6-án Botka Tivadar szakíró.
- Kisendréden született 1842-ben Dombay Vilmos Bars vármegye alispánja, földbirtokos.
- Itt született 1848-ban Kürthy Emil földbirtokos, író.
- Kisendréden született 1858-ban Koroda Pál író, költő, jogász, postatisztviselő, publicista, történész, földbirtokos.
- Nagyendréden született Falka (Falk) Ferenc (Nagyendréd, 1883. augusztus 8. – Tápiószőlős, 1961. november 11.) vezérőrnagy.[11]
- Kisendréden született 1887-ben Viglás Lajos András pedagógus.
- Barsendréden született 1945-ben Luky János nyugalmazott postai alkalmazott, helytörténet-kutató.
- Itt birtokolt Horn Miklós (1930-2021) pedagógus, a Budapesti Gazdasági Főiskola főigazgatójának családja.
- Itt szolgált Andrisz Rezső (1902–1967) római katolikus esperes.
- Itt hunyt el 1917-ben Fába Simon plébános.[12]

## Nevezetességei

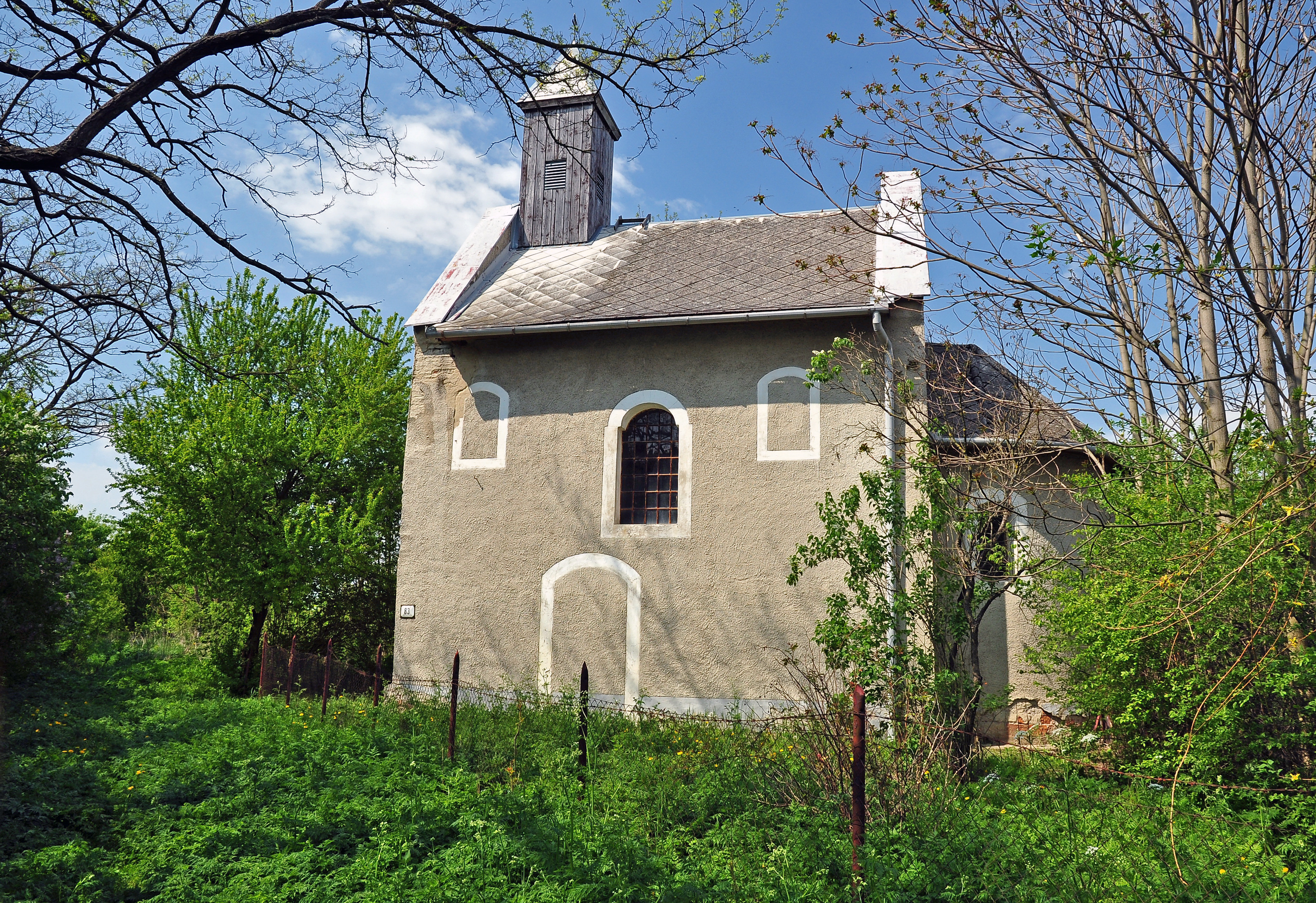
Kápolna
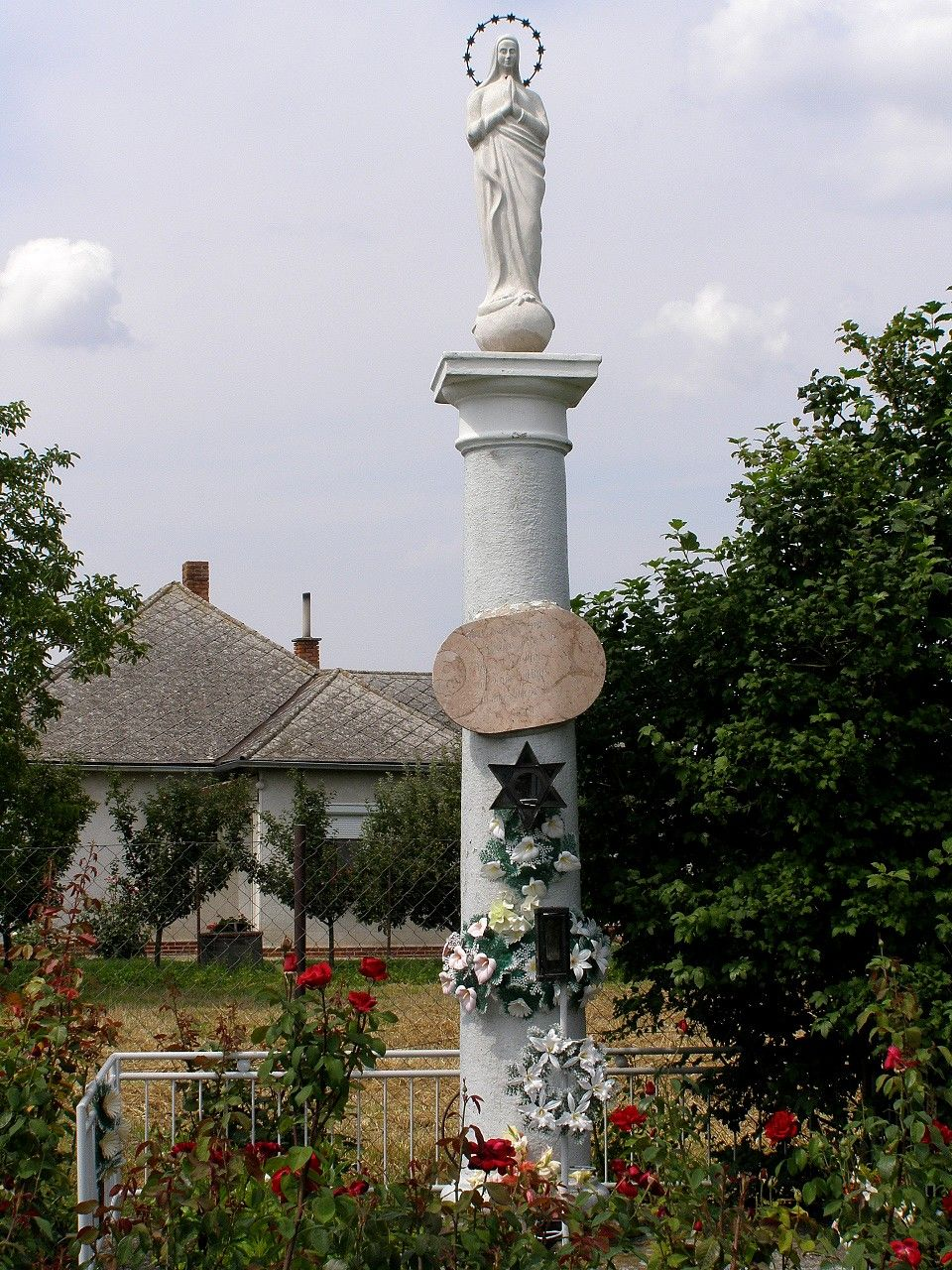
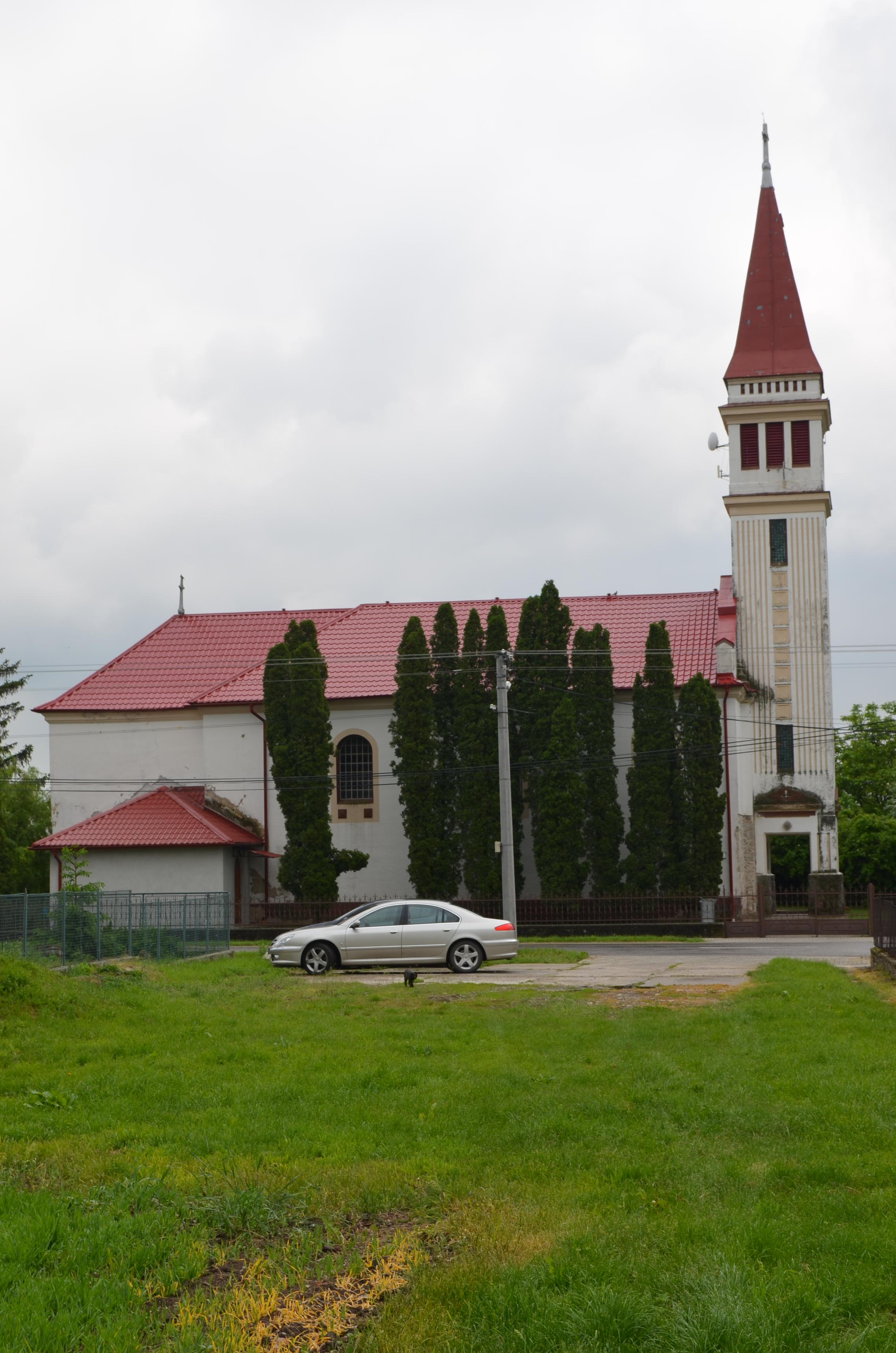
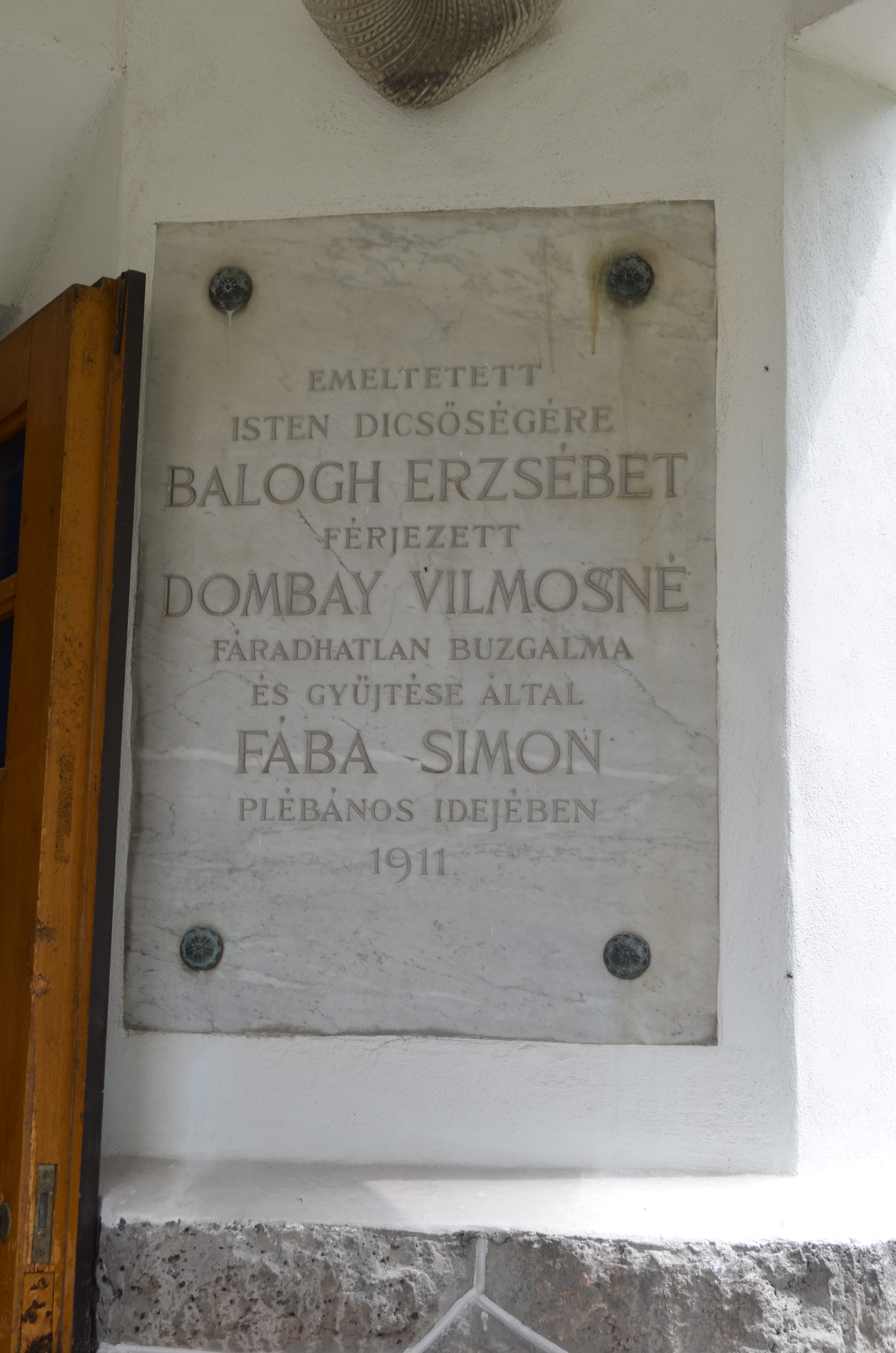
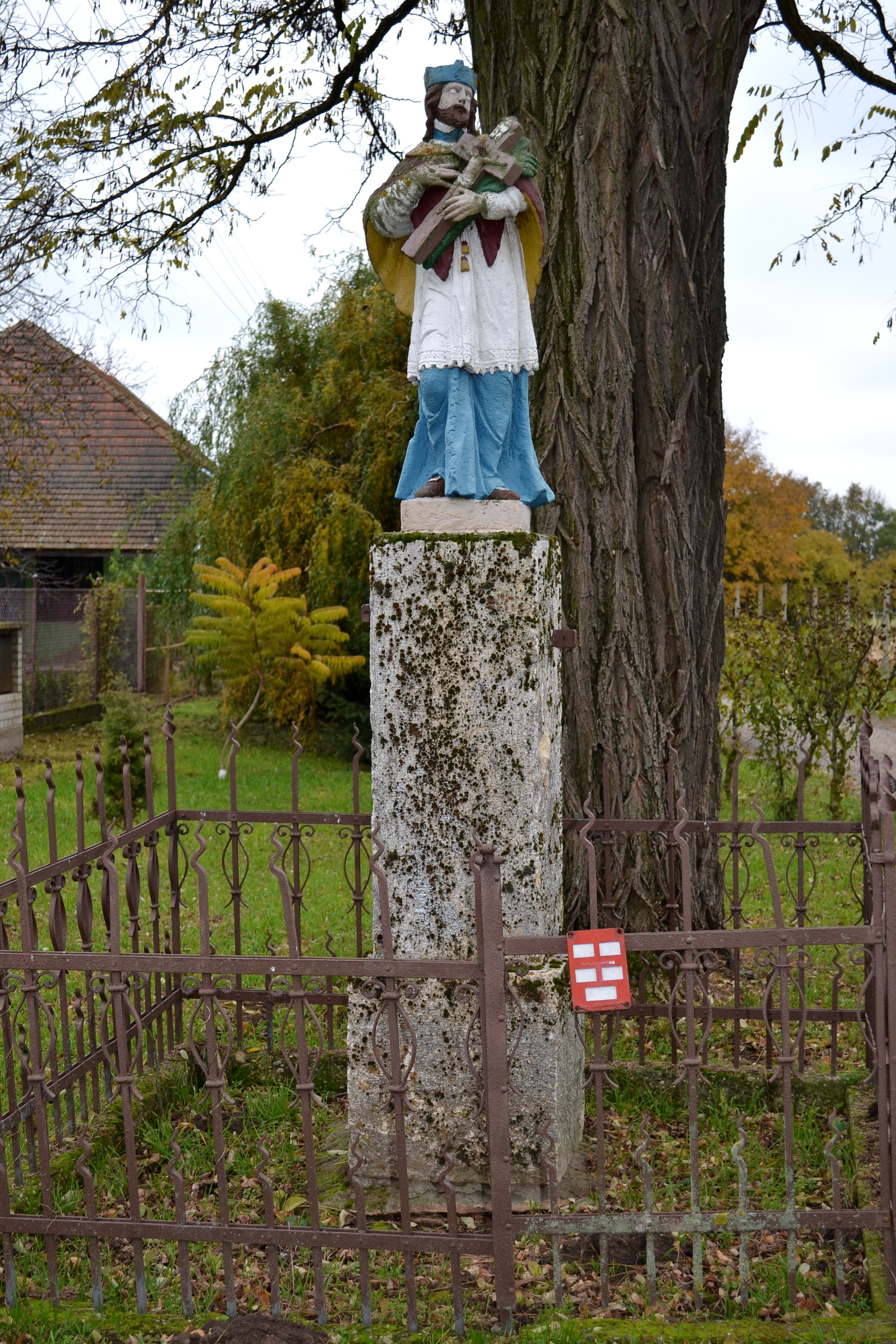
Nepomuki Szent János
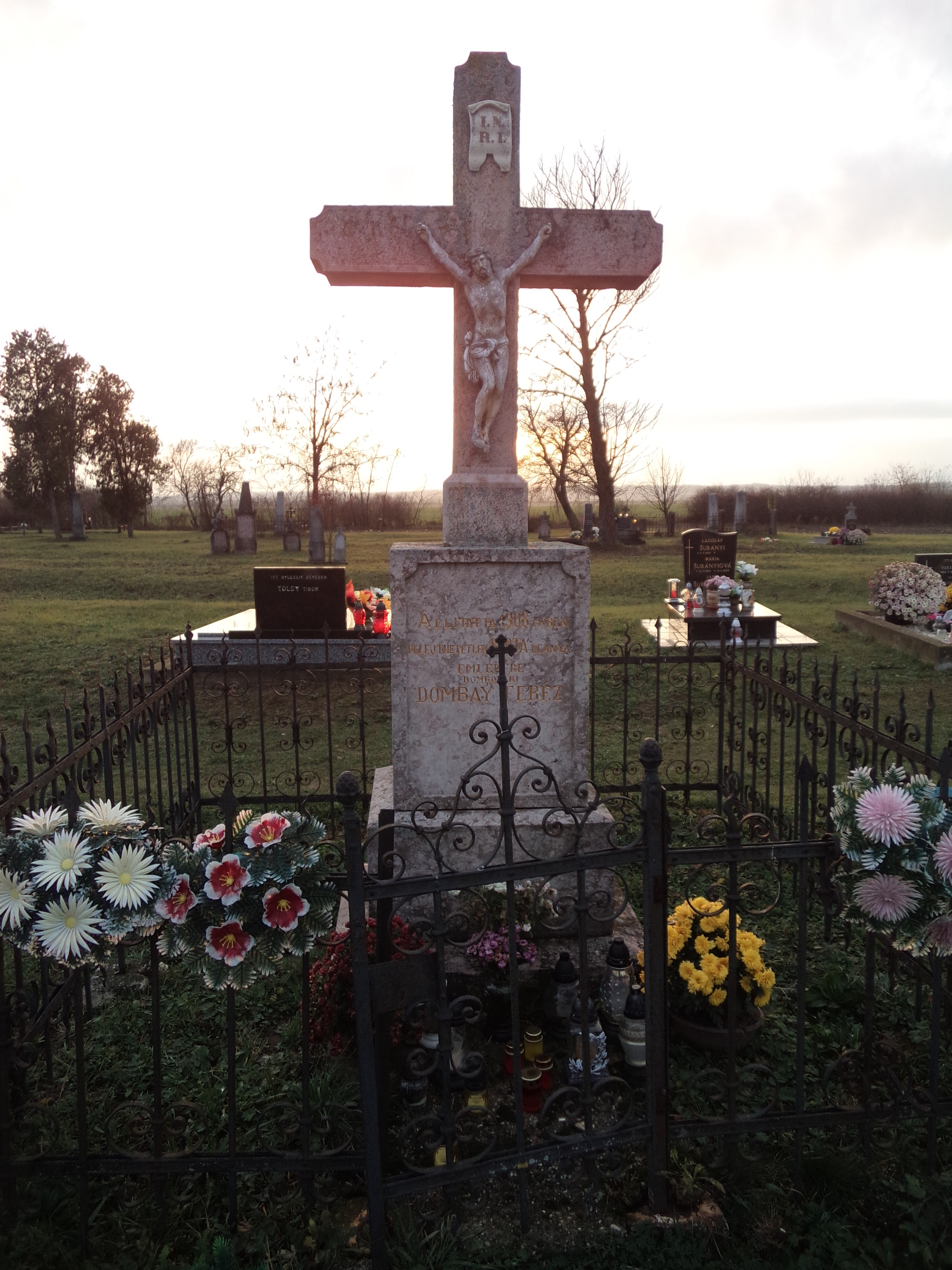
Temetőkereszt
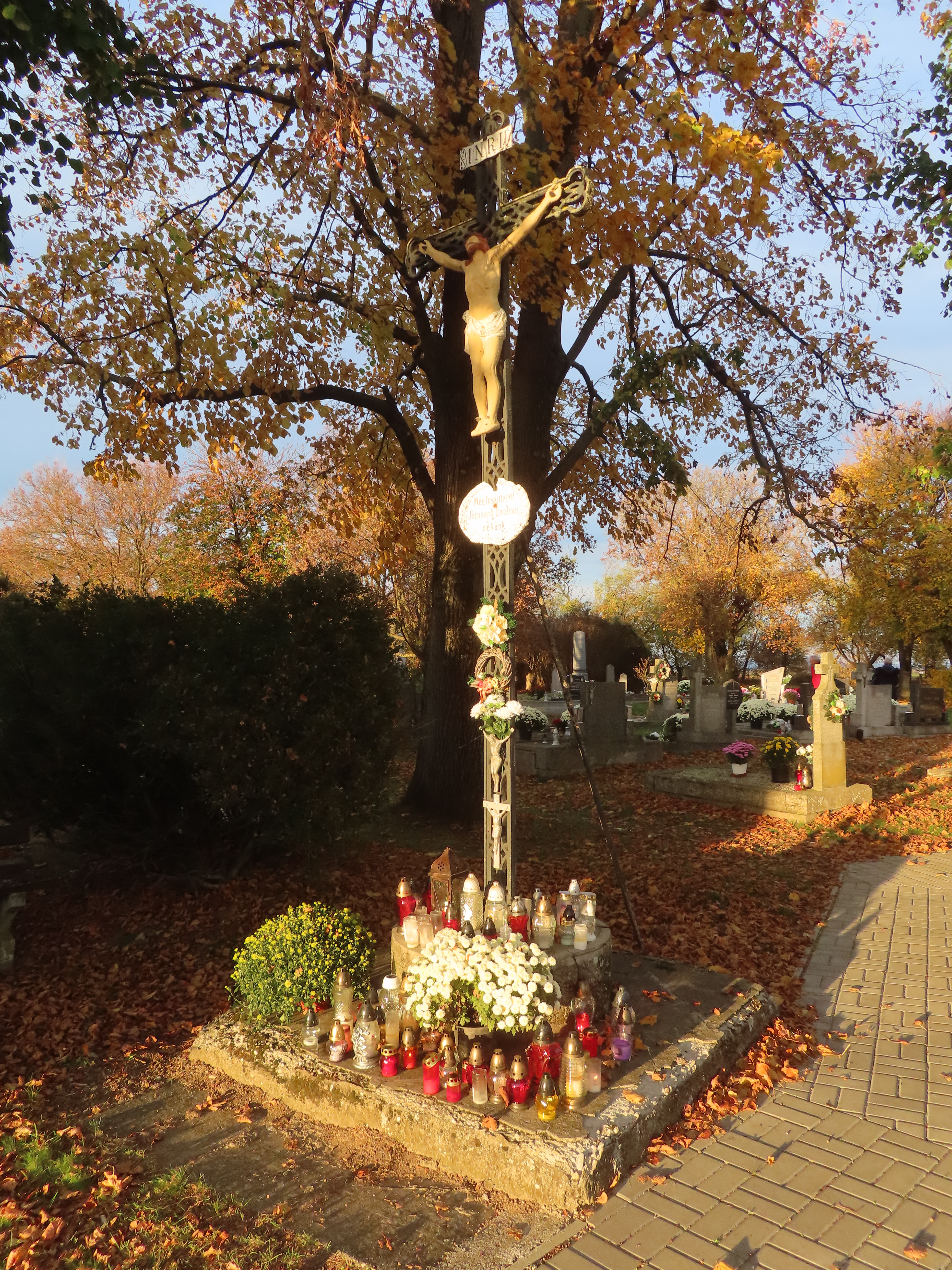
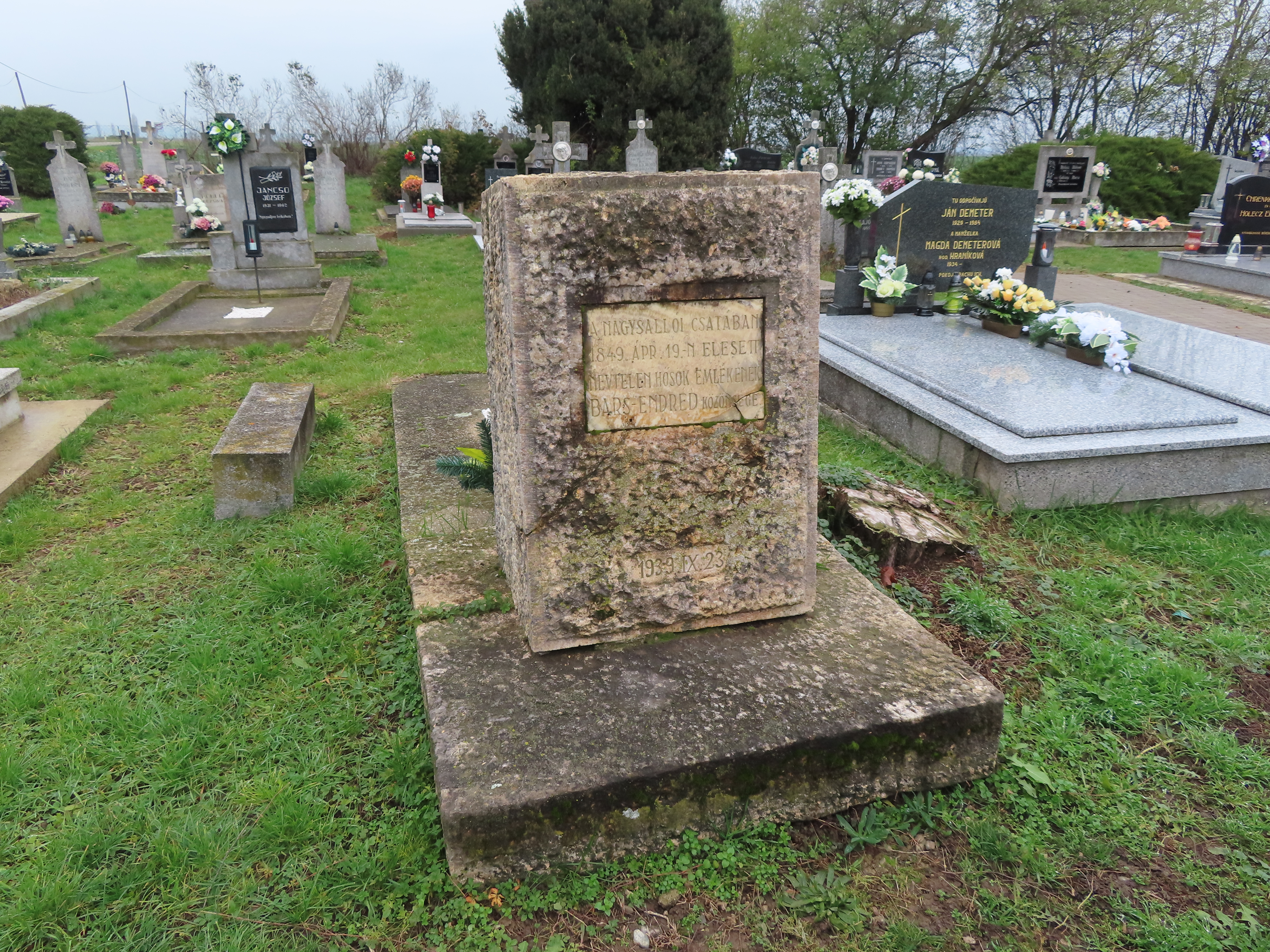
A nagysallói csata emlékműve 1939
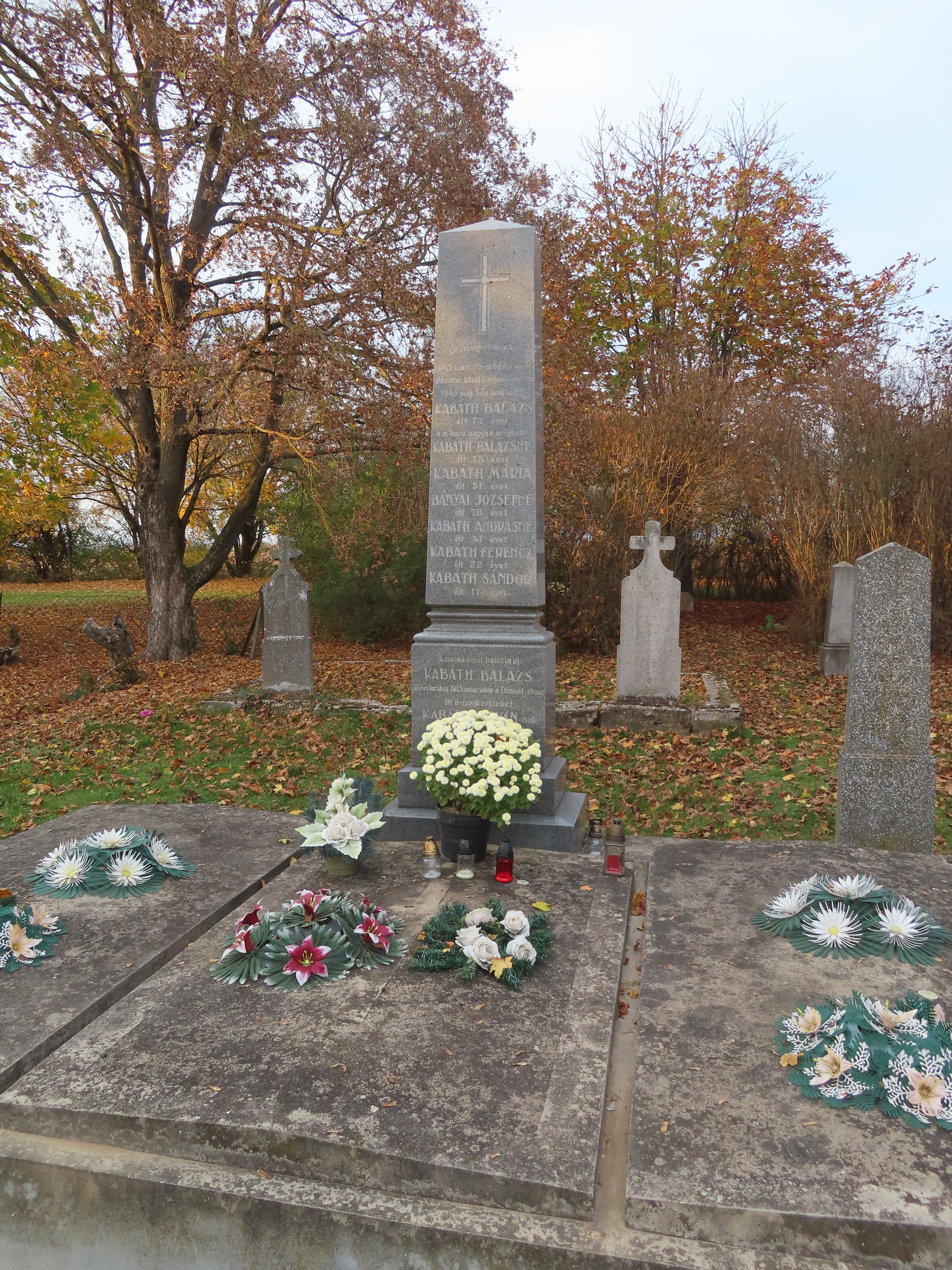
Második világháború áldozatai

- Barokk stílusú, Szent Andrásnak szentelt római katolikus templomát 1753-ban építették újjá, 14. századi gótikus alapokon. 1917-ben leányegyháza Bajka.
- Két kastélya a 19. század elején, 5 kúriája a 19. század első felében, klasszicista stílusban épült.[13]